# Juicio Atlético, Banco y Olimpo (ABO) bis
Atlético, Banco y Olimpo (ABO) bis, es un juicio iniciado el 19 de abril de 2012 en el que se juzga por delitos de lesa humanidad a Pedro Santiago Godoy y a Alfredo Omar Feito. Es el segundo tramo de la causa ABO que investiga casos de secuestro y tortura en los centros clandestino de detención El Atlético, Banco y El Olimpo, en el marco de los Procesos de Memoria, Verdad y Justicia.

## Contexto
Los juicios por delitos de lesa humanidad  son los procesos llevados a cabo por la violaciones a los derechos humanos, realizados durante la última dictadura cívico-militar en la Argentina entre 1976 y 1983.
En 1987 la Cámara Federal procesó a los mandos militares por delitos de lesa humanidad que incluían secuestros, tormentos y homicidios. Con el pronunciamiento de la Ley de Obediencia Debida y la Ley de Punto Final se restringió las responsabilidades penales de los represores y muchas denuncias no llegaron a instancia judicial. Finalmente la mayoría de los represores condenados fueron liberados por los indultos presidenciales de Carlos Menem en 1989 y 1990.   
En un marco de creciente preocupación social por los delitos cometidos durante la dictadura cívico-militar, ambas leyes fueron declaradas inconstitucionales por la Corte Suprema de Justicia en 2003. Dos años después el Congreso argentino decidió anularlas y muchas de las causas volvieron a ser investigadas por la Justicia. 

## Descripción del juicio
Este juicio corresponde a la segunda etapa del Juicio ABO que tuvo sentencia en 2010. Al momento de su desarrollo los imputados, Alfredo Omar Feito y Pedro Santiago Godoy, se encontraban prófugos. En este nuevo juicio ambos fueron incorporados y por este motivo se lo denomina "ABO bis". Los acusados se desempeñaron bajo la órbita del Primer Cuerpo del Ejército, dentro de los centro clandestino de detención denominados El Atlético, Banco y El Olimpo.  
El Tribunal Oral Federal (TOF) Nº 2 estuvo integrado por los jueces Jorge Tassara, presidente, Jorge Gorini y Rodrigo Giménez Uriburu. 
Este es el primer juicio donde se aplicaron las reglas que fijó la Cámara de Casación, que tuvieron como objetivo acelerar los plazos del proceso. Por eso, algunas de las declaraciones de testigos fueron leídas y sólo algunos fueron llamados a declarar. 
Se acusa al militar Alfredo Feito por 118 casos de secuestro y torturas efectuadas en Banco y El Olimpo. Por su parte el policía Pedro Godoy fue acusado por 181 casos mientras cumplía funciones en los tres centros clandestinos de detención.

## Condenas
El Tribunal condenó a Alfredo Feito a 18 años de prisión, por 15 casos de privación ilegítima de la libertad con aplicación de tormentos. La condena para Pedro Godoy fue de 25 años de presión por 152 casos.